# Michael Resnik
Michael David Resnik (20 de marzo de 1938, New Haven, Connecticut) es un filósofo contemporáneo dedicado a la filosofía de las matemáticas, lógica y teoría de la decisión. Obtuvo su B.A en Matemáticas y Filosofía en la Universidad de Yale en 1960. Posteriormente, obtuvo su Ph.D. en Filosofía en la Universidad de Harvard en 1964. Escribió su tesis doctoral sobre Gottlob Frege. Fue profesor asistente en la Universidad de Carolina del Norte en Chapel Hill en 1967, Catedrático en 1975, y condecorado por su distinción en 1988. Resnik es un aclamado instructor de Pregrado. Actualmente está retirado y vive en el Condado de Chatham en Carolina del Norte junto a su esposa Janet, quien es conocida por sus artesanías, en especial sus vasijas. Trabaja en el campo dando servicios a las granjas en su empresa "Collins Mountain Grading".

## Libros
- (1970) Elementary Logic, McGraw-Hill Education.
- (1980) Frege and the Philosophy of Mathematics, Cornell University Press.
- (1987) Choices: An Introduction to Decision Theory, University of Minnesota Press. Existe traducción española: Elecciones; Una introducción a la teoría de la decisión, Editorial Gedisa (Colección Cladema), 1998.
- (1995) Mathematical Objects and Mathematical Knowledge, The International Research Library of Philosophy 13, Darthmouth Publishing Company.
- (2000²) Mathematics as a Science of Patterns, Oxford University Press.

## Artículos
- (1966) "On Skolem's Paradox". Journal of Philosophy
- (1974) "On the Philosophical Significance of Consistency Proofs". Journal of Philosophical Logic
- (1981) "Frege and Analytic Philosophy: Facts and Speculations". Midwest Studies
- (1981) "Mathematics as a Science of Patterns: Ontology and Reference". Noûs
- (1985) "Logic: Normative or Descriptive?". Philosophy of Science
- (1986) "Impartial Welfarism and the Concept of a Person". Erkenntnis
- (1988) "Second-order Logic Still Wild!". Journal of Philosophy
- (1990) "Between Mathematics and Physics". Philosophy of Science Association Proceedings
- (1990) "A Naturalized Epistemology for Mathematical Objects". Philosophica
- (1991) "Immanent Truth". Mind
- (1992) "Proof as a Source of Truth". Proof and Knowledge in Mathematics, ed. by Detlefsen
- (1994) "Scientific vs. Mathematical Realism: The Indispensability Argument". Philosophia Mathematica
- (1995) "Scientific versus Mathematical Realism: The Indispensability Argument". Philosophia Mathematica
- (1996) "Structural Relativity". Philosophia Mathematica
- (1996) "On Positing Mathematical Objects". Frege: Importance and Legacy, M. Schirn, ed.